# Eppure cadiamo felici
|fotografo = Davide Sondelli
|montatore = Maria Fantastica Valmori
|musicista = Maurizio Filardo
|scenografo = Chiara Balducci
|costumista = Patrizia Mazzon
|produttore = Roberto Sessa
|produttore esecutivo = Verdiana Bixio
|casa produzione = Rai Fiction
Picomedia
| prima visione = 6 ottobre 2023
(prima visione VOD)
Eppure cadiamo felici è una miniserie televisiva del 2023 tratta dall'omonimo romanzo dello scrittore italiano Enrico Galiano e diretta da Matteo Oleotto.

## Trama
Una sedicenne di nome Gioia (Gaja Masciale) e la madre Sabrina (Giorgia Wurth) si trasferiscono a Gorizia, dove alloggiano nella casa della nonna della ragazza, Claudia (Paola Sambo), una donna scorbutica che deciderà però di dare aiuto a entrambe. La giovane ha diverse difficoltà nel farsi degli amici per via della sua personalità. Afferma di non avere social e non segue nessuna moda. In una passeggiata notturna incontrerà Lo (Costantino Seghi), un ragazzo solitario e misterioso, l'unico con cui Gioia sente di poter parlare. Nel frattempo, la ragazza riuscirà a stringere amicizia con due ragazzi.